# Irina Mikitenko
Irina Mikitenko (Bakanas, RSS de Kazajistán; 23 de septiembre de 1972) es una deportista alemana de origen kazajo, especialista en carreras de fondo, ganadora de cuatro Grandes Maratones entre los años 2008 y 2009.
Ha ganado la prestigiosa maratón de Londres en dos ocasiones: 2008 en un tiempo de 2:21:12, y al año siguiente, 2009, en un tiempo de 2:22:11.